# SN 2001ak
SN 2001ak – supernowa typu II odkryta 1 kwietnia 2001 roku w galaktyce UGC 11188. W momencie odkrycia miała maksymalną jasność 18,40m.